# Samuel P. Woodward
Samuel Pickworth Woodward (17 september 1821 – 11 juli 1865) was een Brits geoloog en malacoloog.

## Biografie
Hij was de zoon van de geoloog Samuel Woodward.
In 1845 werd S.P. Woodward professor in geologie en natuurlijke historie aan het Royal Agricultural College in Cirencester. In 1848 werd hij benoemd tot assistant professor op de afdeling geologie en mineralogie in het British Museum. Hij was auteur van A Manual of the Mollusca (in drie delen, 1851, 1853 en 1856). Hij stelde de term Bernician Series voor voor het onderste deel van het Carboonstelsel, onder de Millstone Grit.

## Overlijden
Woodward overleed op 11 juli 1865 en werd begraven aan de oostkant van Highgate Cemetery.
Woodwardite, een hexagonaal mineraal dat aluminium, koper, waterstof, zuurstof en zwavel bevat, werd door Church (1866) beschreven als een nieuwe minerale soort en ter ere van Samuel Pickworth Woodward benoemd; zijn typeplaats werd alleen gegeven als Cornwall.

## Familie
De zoon van S. P. Woodward, Horace Bolingbroke Woodward (1848-1914), werd in 1863 assistent in de bibliotheek van de Geological Society, en trad in 1867 toe tot de Geological Survey, waar hij opklom tot assistent-directeur. In 1893-1894 was hij voorzitter van de Geologenvereniging en hij publiceerde veel belangrijke werken over geologie. Een jongere zoon was Bernard Barham Woodward, een Britse malacoloog en een medewerker van het British Museum en het Natural History Museum.
- Bibliothèque nationale de France: cb10638105r (data)
- Stuttgart Database of Scientific Illustrators 1450–1950: 4388
- Gemeinsame Normdatei: 117616990
- International Standard Name Identifier: 0000 0000 6318 4784
- Library of Congress Control Number: nr2004021422
- Nationale Bibliotheek van Israël: 987007334672505171
- Nederlandse Thesaurus van Auteursnamen: 264402219
- LIBRIS: 173533
- SNAC: w6jd4xz5
- Système universitaire de documentation: 103837469
- Trove: 1168752
- Virtual International Authority File: 40160516
- WorldCat: E39PBJhmJPxYf9YKbVJH8FDH4q